# Інувік (кратер)
Інувік (лат. Inuvik) — метеоритний кратер на Марсі. Розташований біля межі багаторічної північної полярної шапки (за 50–60 км від неї); координати центру — 78°35′ пн. ш. 28°19′ зх. д. / 78.59° пн. ш. 28.32° зх. д. Носить ім'я канадського міста Інувік, розташованого на Північно-західних територіях. Отримав цю назву згідно з правилом називати невеликі марсіанські кратери іменами невеликих міст. Її було затверджено Міжнародним астрономічним союзом 1988 року.
Діаметр цього кратера — 20 кілометрів, глибина (від найглибшої точки до вершини кільцевого валу) — 850 метрів, висота валу (відносно навколишніх рівнин) — 280 м, об'єм — 122 км3. Параметри Інувіка в порівнянні з параметрами інших кратерів подібного діаметра свідчать, що після його утворення біля третини його об'єму було заповнено льодом, піском та іншими осадами.
Дно кратера частково вкрите дюнами. Іноді вітер витягує їх у довгі «хвости», що тягнуться схилами кратера вгору і навіть за його межі. Кожної осені дно Інувіка вкривається інеєм з діоксиду вуглецю. Наступного літа він випаровується, і стає видно відклади водяного льоду, що виходять на поверхню по краях дна. Температура в околицях кратера змінюється від −140 °C взимку до −20 °C влітку.